# Пэн-хоу

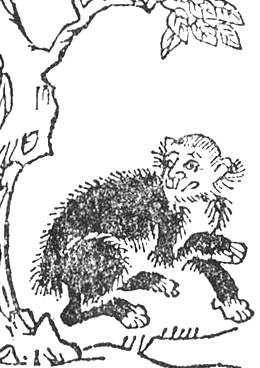
Иллюстрация из «Вакан сансай дзуэ», 1712 год

Пэн-хоу (кит. 彭侯) — дух дерева в китайском фольклоре. Он описан в книге Гань Бао (III—IV века) «Соу шэнь цзи» (搜神記 — «Записки о поисках духов»), в которой повествуется, что во время первого правителя царства У его военачальник Чиэнь-Ань однажды послал человека, чтобы срубить большое камфорное дерево. После нескольких ударов топором из надруба в стволе вдруг потекла кровь. Когда камфора, наконец, была срублена, из неё вышло существо с лицом человека и телом собаки. Правитель объяснил: «Это то, что известно как Пэн-хоу». Он повелел приготовить это существо для себя и немедленно съел. Вкус его был таким же, как у мяса собаки. В утраченном в древности тексте «Байцзэ ду» сказано: «Дух дерева называется Пэн-хоу. Он похож на чёрную собаку без хвоста и, будучи приготовлен на пару, пригоден в пищу».

## Пэн-хоу в японском фольклоре
«Пэн-хоу» читается по-японски как Хоко (яп. 彭侯, ほうこう), в качестве древесного духа был включён в «Кондзяку Хякки-суй» (1781), один из сборников рисунков монстров японского художника Ториямы Сэкиэна. Сэкиэн дал ему то же самое описание, как и в «Соу шэнь цзи», а также добавил примечание, что этот дух обитает в тысячелетних деревьях. Также упоминается в книге «Вакан сансай дзуэ» (1712) как китайский призрак, связанный с эхом, поскольку считалось, что японский дух дерева кодама производит явление горного эха, а иногда и сам отождествляется с ним. Существует версия, что благодаря китайскому влиянию в некоторых иллюстрациях из книг периода Эдо, таких как «Гадзу Хякки-ягё» или «Хяккай-дзукан», эхо символически представлено в образе собаки.